# Pedro de Aragón y Anjou
Pedro de Aragón y Anjou, también Pedro IV de Ribagorza, Pedro I de Ampurias o Pedro I de Prades (Barcelona 1305-Valencia 1380), infante de Aragón y I conde de Ribagorza, conde de Ampurias (hasta 1341), II conde de Prades y II barón de Entenza (desde 1341).

## Gobierno del condado
Era infante de Aragón al ser el hijo menor de Jaime II de Aragón y su esposa Blanca de Anjou.
El condado de Ribagorza había dejado de existir tras proclamarse rey Gonzalo I de Ribagorza y su muerte, pasando a formar parte del reino de Aragón por haberlo heredado el rey Ramiro I. Jaime II reinstauró el condado y se lo cedió a su hijo Pedro, creando así de nuevo una dinastía condal. Fue investido como I conde de Ribagorza el 13 de junio de 1322 en la catedral de Lérida. A esta ceremonia asistieron el infante Alfonso (procurador del conde de Urgel), Pedro de Orós (castellán de Amposta), Arnaldo Guillén (abad del monasterio de Labaix), Bernardo de la Avellana (prior de Roda), Berenguer de Eril (prior de Obarra) y los notables ribagorzanos Pedro Cornel, Ramón de Peralta y Arnaldo de Eril.
Fijó la capital del condado de Ribagorza en Benabarre.
En 1325 y tras ser ratificado por Jaime II obtuvo el título de conde de Ampurias, que ostentaba Hugo VI de Ampurias (nieto de Ponce IV de Ampurias) y que ambicionaba su hermano Ramón Berenguer I de Ampurias. Su acceso al título condal vino provocado por una permuta de títulos con Hugo, quien recibió a cambio de la jurisdicción del castillo de Aixa, que comprendía los actuales municipios de Alcalalí, Jalón y Llíber y el castillo de Pego. Posteriormente en 1341 volvió a cambiar el título de conde de Ampurias por el de conde de Prades que ostentaba su hermano Ramón Berenguer.
El año 1328 viajó a Aviñón para gestionar la paz entre Sicilia y Nápoles y ese mismo año se encargó de preparar la coronación de Zaragoza de su hermano Alfonso IV de Aragón. Su hermano Alfonso lo nombró Senescal de Cataluña
Fue tutor y uno de los hombres de confianza y principal consejero de Pedro IV de Aragón y medió en las disputas de este con su madrastra Leonor de Castilla y sus hijos. Durante este periodo participó de las expediciones a Mallorca (1343) y a Cerdeña.
En 1347 fue designado árbitro para resolver la disputa sobre el reparto de aguas del río Mijares entre Almazora, Burriana, Castellón de la Plana y Villarreal, motivo por el que otorgó el 20 de marzo la Sentencia arbitral de 1347, que taodavái permanece vigente.
Tomó partido para que Urbano V, Papa de Aviñón, pudiera entrar en Roma, ciudad en la que fue Papa durante casi tres años, antes de tener que regresar a Aviñón.

## Matrimonio y descendencia
Se casó en Castellón de Ampurias con Isabel de Foix (hija del conde Gastón I) el 12 de mayo de 1331. De este matrimonio nacieron:
- Alfonso de Aragón el Viejo (1332 - 1412), señor de Gandía y Foix, II conde de Ribagorza, I duque de Gandía, I marqués de Villena y I conde de Denia. Sepultado en la Colegiata de Santa María de Gandía, aunque los restos mortales han desaparecido.
- Leonor de Aragón y Foix (1333 - 1416), casada en 1353 con Pedro I de Chipre. Sepultada en la Catedral de Barcelona, en un sepulcro colocado en 1998 en el Altar Mayor de la Catedral.
- Juan de Prades (1335 - 1414), III conde de Prades y III barón de Entenza.
- Jaime de Prades (1341 - 1396), obispo de Tortosa de 1362 a 1369 y obispo de Valencia de 1369 a 1396, cardenal. Sepultado en la Catedral de Valencia.

## Últimos años de vida
En 1360 enviudó e ingresó en el convento de San Francisco de Valencia como religioso. Fue allí donde murió hacia 1380. Sus restos mortales se hallaban sepultados en la capilla de la familia Cardona del convento.
| Predecesor: - (Condado otorgado por su padre Jaime II) | Conde de Ribagorza 1322-1381 | Sucesor: Alfonso de Aragón el Viejo |
| Predecesor: Hugo VI                                    | Conde de Ampurias 1325-1341  | Sucesor: Ramón Berenguer I          |
| Predecesor: Ramón Berenguer I                          | Conde de Prades 1341-1358    | Sucesor: Juan I                     |